# Julian Konle
Julian Konle (* 4. Juni 1997 in East Fremantle Town) ist ein australischer Leichtathlet, der sich auf den Dreisprung spezialisiert hat. 2022 wurde er in dieser Disziplin Ozeanienmeister.

## Sportliche Laufbahn
Erste internationale Erfahrungen sammelte Julian Konle im Jahr 2016, als er bei den U20-Weltmeisterschaften in Bydgoszcz mit einer Weite von 15,60 m in der Qualifikationsrunde im Dreisprung ausschied. 2019 schied er bei der Sommer-Universiade in Neapel mit 15,67 m in der Vorrunde aus und 2021 siegte er mit 16,42 m beim Sydney Track Classic. Im Jahr darauf siegte er mit 16,21 m bei den Ozeanienmeisterschaften in Mackay und gelangte anschließend bei den Commonwealth Games in Birmingham mit 15,90 m auf den zehnten Platz. 2023 blieb er bei den Weltmeisterschaften in Budapest in der Qualifikationsrunde ohne einen gültigen Versuch.